# Trolltjärnen (Nordingrå socken, Ångermanland)
Trolltjärnen är en sjö i Kramfors kommun i Ångermanland och ingår i Nätraån-Ångermanälvens kustområde.